# Noah Bean
Noah Bean (Boston, 20 agosto 1978) è un attore statunitense.
È conosciuto per i ruoli di Ryan Fletcher nella serie TV action-thriller Nikita, di David Connor nel legal drama Damages e per il film indipendente The Pill - La pillola del giorno dopo.

## Biografia
Noah Bean nasce a Boston, nel Massachusetts. Da bambino frequenta la Pine Point School e la The Williams School in Connecticut. Figlio unico, descrive se stesso come talmente quieto e timido che la scuola una volta telefonò ai suoi genitori per chiedere se ci fossero dei problemi in casa: «Ero timido oltre ogni misura e fondamentalmente spaventato dalle persone in generale».
Al liceo, la madre lo incoraggia a frequentare il corso di teatro, che lui afferma averlo aiutato ad aprirsi: «Quando ho preso un copione in mano, ho scoperto di saper parlare». Successivamente ha frequentato il Boston University's College of Fine Arts, prima che gli fosse offerto il suo primo ruolo in teatro dal regista Michael Ritchie.

### Vita privata
Ha sposato l'attrice Lyndsy Fonseca, conosciuta sul set di Nikita.

## Filmografia

### Attore

#### Cinema
- Williamstowne, regia di Richard Horian (1998)
- Stay - Nel labirinto della mente (Stay), regia di Marc Forster (2005)
- Peter and Vandy, regia di Jay DiPietro (2009)
- Hysterical Psycho, regia di Dan Folger (2009)
- Il buongiorno del mattino (Morning Glory), regia di Roger Michell (2010)
- Little Murder, regia di Predrag Antonijevic (2011)
- The Pill - La pillola del giorno dopo (The Pill), regia di J.C. Khoury (2011)
- Ex-Girlfriends, regia di Alexander Poe (2012)
- Black Marigolds, regia di Lance Malbon (2013)
- Curvature, regia di Diego Hallivis (2017)
- The Report, regia di Scott Z. Burns (2019)
- Una famiglia vincente - King Richard (King Richard), regia di Reinaldo Marcus Green (2021)

#### Televisione
- Ed - serie TV, 4 episodi 1x09-1x13-1x21-1x22 (2000-2001)
- Law & Order - Unità vittime speciali (Law & Order: Special Victims Unit) - serie TV, episodio 2x09 (2001)
- Joan of Arcadia - serie TV, episodio 1x01 (2003)
- Numb3rs - serie TV, episodio 1x08 (2005)
- Crumbs - serie TV, episodio 1x07 (2006)
- Damages - serie TV, 18 episodi (2007-2012)
- Medium - serie TV, episodio 4x16 (2008)
- The Verdict, regia di Mark Piznarski - film TV (2008)
- Lipstick Jungle - serie TV, 2 episodi 2x02-2x03 (2008)
- Private Practice - serie TV, episodio 2x08 (2008)
- Fringe - serie TV, episodio 1x14 (2009)
- The Cleaner - serie TV, episodio 2x04 (2009)
- Dark Blue - serie TV, 4 episodi 1x03-1x04-1x09-1x10 (2009)
- C'è sempre il sole a Philadelphia (It's Always Sunny in Philadelphia) - serie TV, episodio 5x12 (2009)
- Cold Case - Delitti irrisolti (Cold Case) - serie TV, episodio 7x15 (2010)
- Nikita - serie TV, 39 episodi (2010-2013)
- C'era una volta (Once Upon a Time) - serie TV, 2 episodi 1x18-2x05 (2012)
- Gang Related - serie TV, 4 episodi 1x05-1x06-1x09-1x11 (2014)
- L'esercito delle 12 scimmie (12 Monkeys) - serie TV, 12 episodi (2015-2016)
- Elementary - serie TV, episodio 4x08 (2016)
- Vinyl - serie TV, episodio 1x06 (2016)
- Civil, regia di Allen Coulter - film TV (2017)
- Shut Eye - serie TV, 6 episodi (2017)
- Caccia alla Spia - The Enemy Within (The Enemy Within) – serie TV, 4 episodi (2019)
- 9-1-1 – serie TV, 5 episodi (2020-2021)
- The Endgame - La regina delle rapine (The Endgame) – serie TV, 10 episodi (2022)
- NCIS: Hawai'i – serie TV, episodio 3x06 (2024)

## Doppiatori italiani
Nelle versioni in italiano delle opere in cui ha recitato, Noah Bean è stato doppiato da:
- David Chevalier in Cold Case - Delitti irrisolti, Damages, Ballard
- Francesco Venditti in L'esercito delle 12 scimmie, The Endgame - La regina delle rapine
- Alessio Cigliano in Nikita
- Enrico Di Troia in Fringe
- Edoardo Stoppacciaro in Caccia alla spia - The Enemy Within
- Dimitri Winter in 9-1-1 (s.3)
- Fabrizio Dolce in 9-1-1 (s.5)
- Marco Vivio in NCIS: Hawai'i